# Le Kov
Le Kov ("место памяти" на корнском) — второй студийный альбом уэльско-корнской исполнителицы Гвенно. Он был выпущен 2 марта 2018 на лейбле Heavenly Recordings. В лейбле утверждают, что Гвенно сочла своим долгом записать свой второй альбом полностью на корнском языке, чтобы «создать документ живого языка, исследовать свою идентичность и бесконечные творческие возможности языка, сохранившего очень мало художественных произведений, несмотря на то, что он существует уже не менее 15 столетий».

## Предыстория
Частично Гвенно вдохновило записать Le Kov решение британского правительства сократить финансирование корнского языка в 2016 году. Она прокомментировала это так: «Есть аргумент, который, как мне кажется, крайне глуп: зачем учить корнский или валлийский, почему бы не выучить мандарин? Будто всему нужно придавать денежную ценность. Я считаю, что важно находить ценность в вещах, не связанную с деньгами». Позже Корнский языковой совет отметил, что альбом способствовал рекордному числу сдающих экзамены по корнскому языку в 2018 году.

## Отзывы критиков
| Совокупная оценка | Совокупная оценка |
| Источник          | Оценка            |
| ----------------- | ----------------- |
| Metacritic        | 81/100            |
| Оценки критиков   |                   |
| Источник          | Оценка            |
| AllMusic          | [ 9 ]             |
| Exclaim!          | 8/10              |
| The Guardian      | [ 11 ]            |
| Loud and Quiet    | 8/10              |
| MusicOMH          | [ 13 ]            |
| The Times         | [ 14 ]            |

Альбом получил «всеобщее признание» от критиков. На сайте Metacritic, который присваивает средний взвешенный рейтинг на основе рецензий ведущих изданий, альбом набрал 81 балл из 100 на основе 13 рецензий. Агрегатор Album of the Year поставил альбому 80 баллов из 100 на основе консенсуса 21 рецензий.
Уилл Ходжкинсон из The Times поставил альбому три звезды из пяти.
Альбом также был включён в шорт-лист Welsh Music Prize, ежегодной музыкальной премии, присуждаемой за лучший альбом из Уэльса.

### Оценки
| Источник            | Страна         | Accolade                           | Год  | Рейтинг |
| ------------------- | -------------- | ---------------------------------- | ---- | ------- |
| The Guardian        | Великобритания | 50 лучших альбомов 2018 года       | 2018 | 39      |
| Mojo                | Великобритания | MOJO’s Top 75 Albums of 2018       | 2018 | 29      |
| PopMatters          | США            | PopMatters: 70 Best Albums of 2018 | 2018 | 61      |
| The Quietus         | Великобритания | Quietus: Альбом года 2018          | 2018 | 96      |
| Rough Trade Records | Великобритания | Топ 100 альбомов года              | 2018 | 34      |
| Uncut Magazine      | Великобритания | Топ 50 альбомов года               | 2018 | 32      |
| Under the Radar     | США            | Топ 100 альбомов 2018              | 2018 | 37      |

## Список композиций
| №   | Название                       | Длительность |
| --- | ------------------------------ | ------------ |
| 1.  | «Hi A Skoellyas Liv A Dhagrow» | 5:35         |
| 2.  | «Tir Ha Mor»                   | 4:10         |
| 3.  | «Herdhya»                      | 2:49         |
| 4.  | «Eus Keus?»                    | 5:00         |
| 5.  | «Jynn-amontya»                 | 5:50         |
| 6.  | «Den Heb Taves»                | 6:22         |
| 7.  | «Daromres Y'n Howl»            | 3:17         |
| 8.  | «Aremorika»                    | 3:11         |
| 9.  | «Hunros»                       | 2:32         |
| 10. | «Koweth Ker»                   | 5:42         |